# Jour de la conscience noire
La Journée de la conscience noire  (Dia da consciência negra) est un jour férié brésilien, symbole de la résistance face à l'oppression. Elle se passe le 20 novembre.

## Base historique
La date du 20 novembre est celle de l'anniversaire de la mort de Zumbi Dos Palmares, dernier des chefs du territoire autonome de Palmares, un quilombo formé en 1604. Considérée comme le symbole de la résistance contre la toute-puissance des maîtres blancs, cette communauté d’esclaves libres, qui compta au plus fort de sa puissance jusqu'à 30 000 habitants, eut à subir durant ses 90 ans d’existence de nombreuses attaques portugaises, mais aussi hollandaises. Zumbi fut assassiné en 1695 par l’armée portugaise, qui exposa sa tête décapitée sur la place centrale de la ville de Recife. Il est un héros populaire pour la communauté afro-brésilienne, tant au Brésil qu’en Amérique latine en général.

## La genèse de la Journée de la conscience noire
La date de sa mort, découverte par les historiens au début des années 1970, a motivé des membres du Mouvement noir unifié contre la discrimination raciale, lors d’un congrès tenu à São Paulo en 1978, à choisir la figure de Zumbi comme symbole de la lutte et de la résistance des noirs asservis au Brésil, ainsi que de la lutte pour les droits que les afro-brésiliens revendiquent. À la suite de quoi, cette date du 20 novembre a été suggérée en premier lieu lors d'un réunion au club Marcílio Dias à Porto Alegre en 1971, comme journée de célébration de la lutte du peuple noir pour la liberté.
Avec la redémocratisation du Brésil et la promulgation de la Constitution de 1988, plusieurs segments de la société, y compris les mouvements sociaux, comme le mouvement noir, ont obtenu plus de place dans les discussions et les décisions politiques. La participation de ces groupes à la scène politique a amené l'adoption de mesures ayant pour but la promotion d'une certaine réparation historique (dont la loi sur les préjugés de race ou de couleur (n° 716, du 5 janvier 1989) et celle des quotas raciaux, axée sur l'enseignement supérieur et l'éducation de base (nº 10.639, 9 janvier 2003) qui a institué l'obligation de l'enseignement de l'histoire et de la culture afro-brésilienne. Derrière ces lois se trouvent les initiatives pour mettre fin à l'effacement que les Noirs et l'histoire et la culture des Africains ont subi au Brésil.
Cette année 2003, qui voit l'inclusion de la date de la mort de Zumbi au programme scolaire, est aussi la première année de célébration du Journée de la conscience noire en ce même jour anniversaire à São Paulo, Rio de Janeiro et dans de nombreuses autres villes du Brésil.[réf. nécessaire] Cette célébration met en lumière la conscience et la résistance afro-brésilienne.

## Un jour férié
En 2017 le Sénat approuve un projet de loi (n° 482/2017) porté par le sénateur Randolfe Rodrigues, qui fait de cette date un jour férié dans tout le pays.
Lors de ce jour férié de la « conscience noire », des manifestations culturelles ont lieu dans tout le pays.

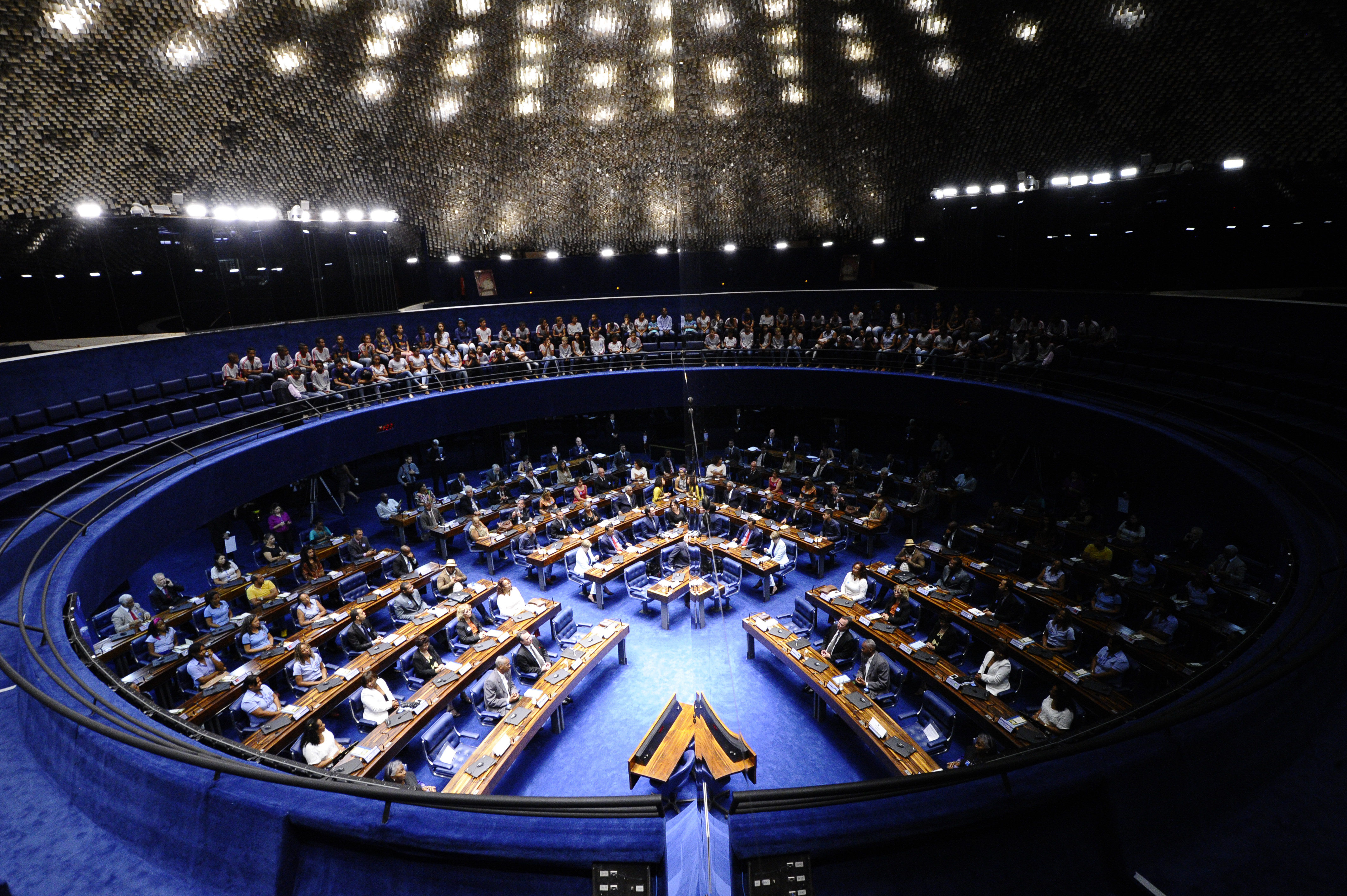
Session spéciale du Sénat fédéral pour la remise de la Commanderie Abdias Nascimento

Aujourd'hui, cette commémoration atteint un niveau international, notamment à travers la diffusion de la capoeira angola, pour qui la date reste importante.[réf. nécessaire]

## Honneur
La médaille (commanderie ?) Abdias Nascimento (Comenda Senador Abdias Nascimento) est attribuée chaque année par le Sénat à des personnes qui ont fait une contribution importante à la protection et à la promotion de la culture afro-brésilienne.
Abdias Nascimento a été député fédéral de 1983 à 1987 et sénateur de la République de 1997 à 1999, dirigeant toujours son action politique dans la défense de la culture et de l’égalité pour les populations afrodescendantes au Brésil. Auteur de plusieurs livres sur le sujet, il a proposé en 2006 l'adoption du 20 novembre comme Journée officielle de la conscience noire à São Paulo. Cinq ans plus tard, il meurt à Rio de Janeiro à l’âge de 97 ans.

Célébrations de la Journée de la conscience noire
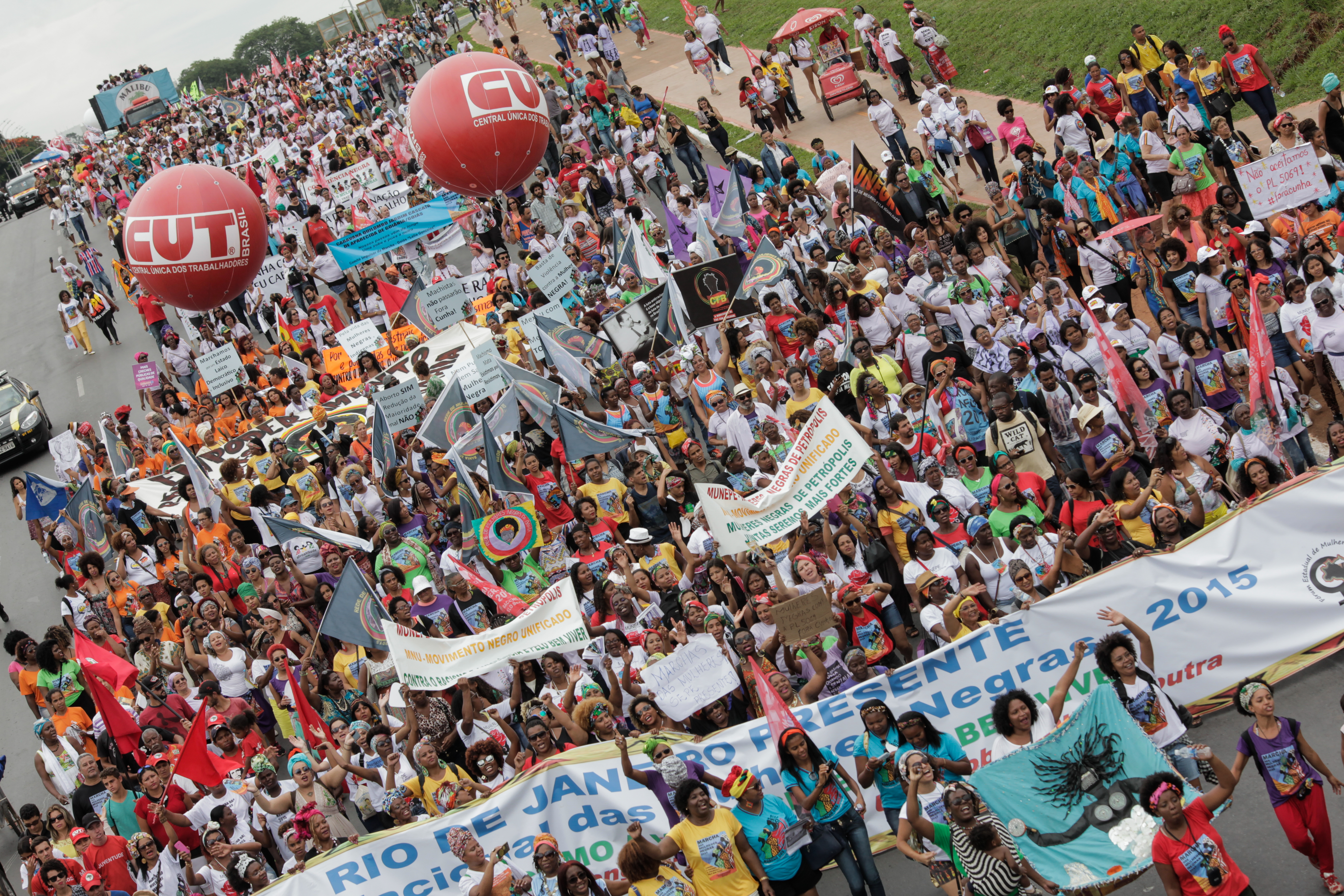
Rio de Janeiro, marche des femmes noires, 2015
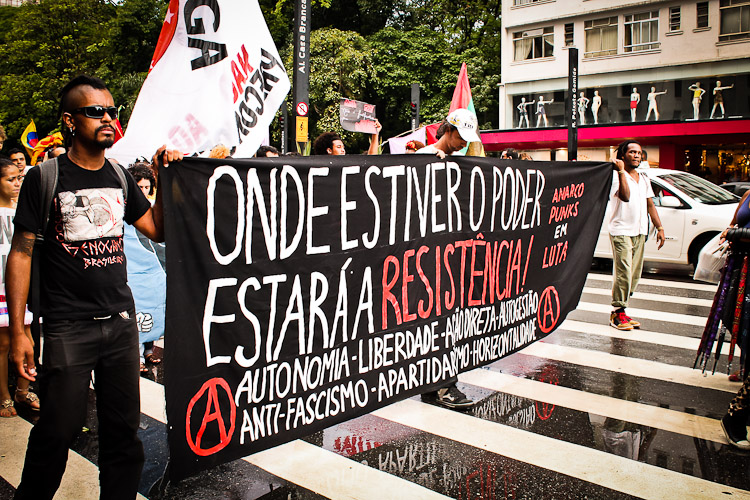
São Paulo, 2012
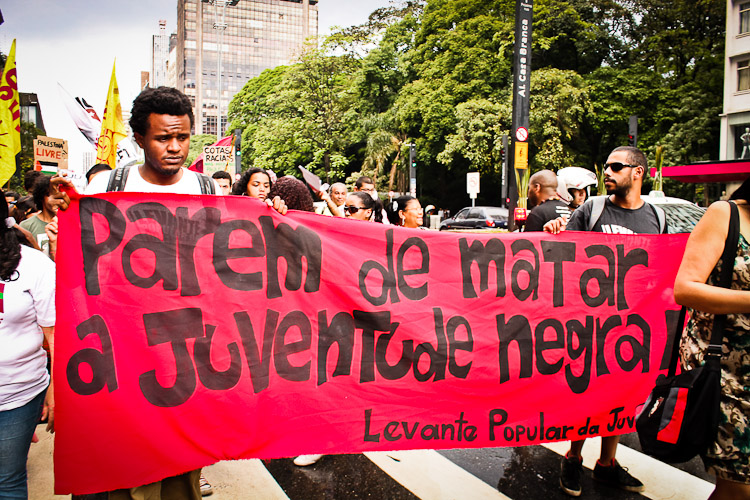
São Paulo, 2012
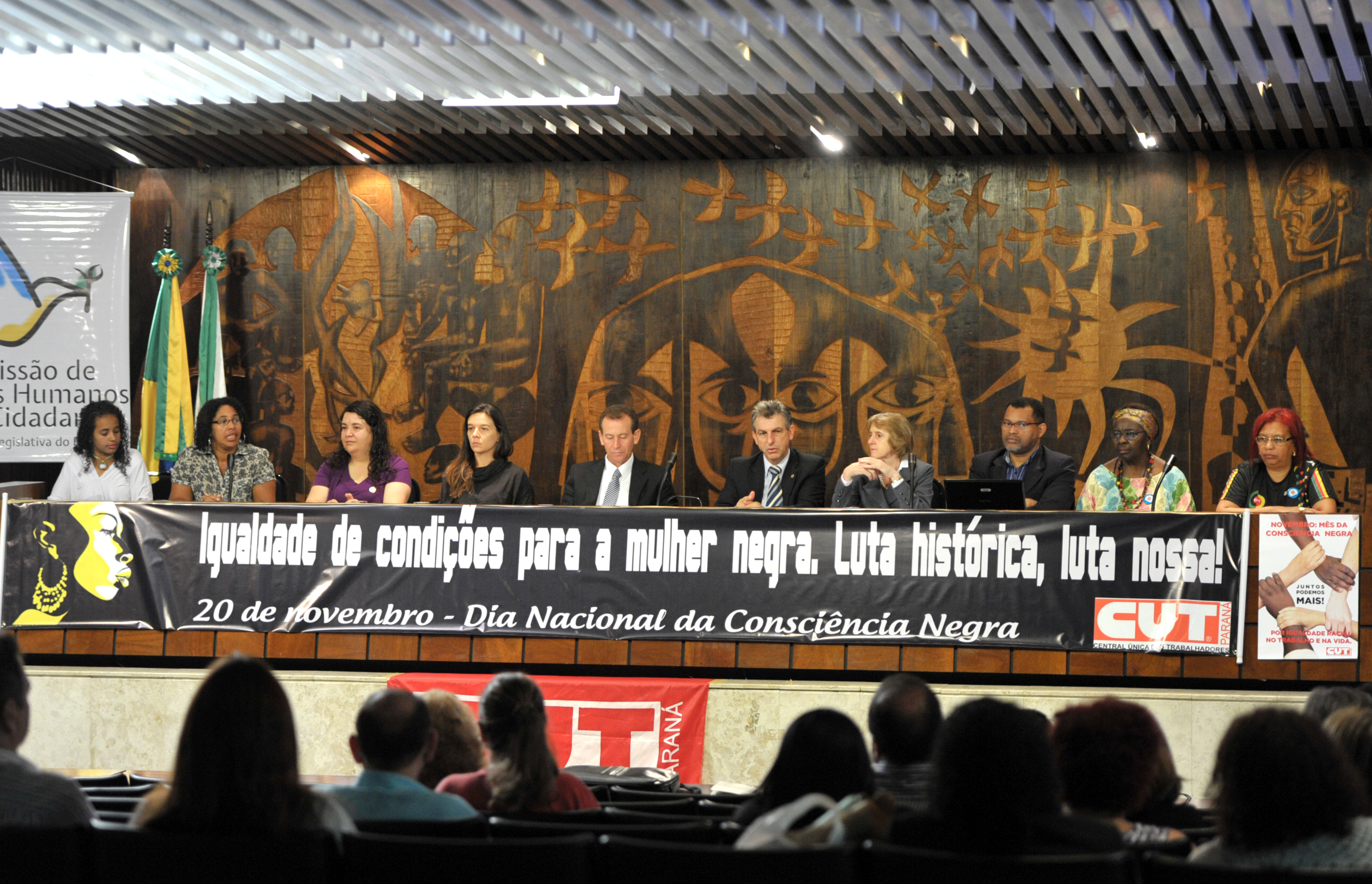
Débat public sur la condition de la femme noire dans le marché du travail, 2012, état du Paraná
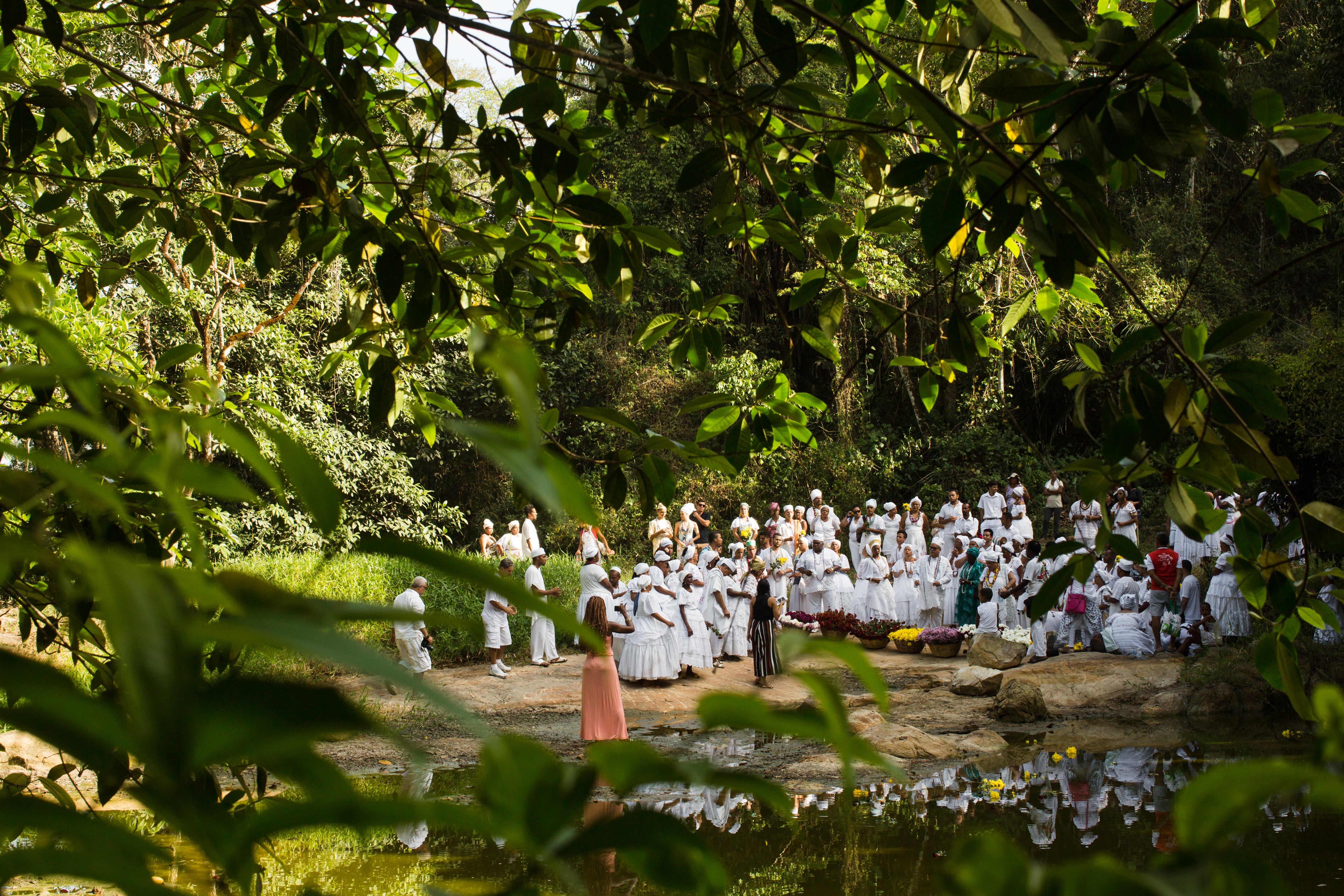
Parc commémoratif Quilombo dos Palmares, Serra da Barriga, Alagoas
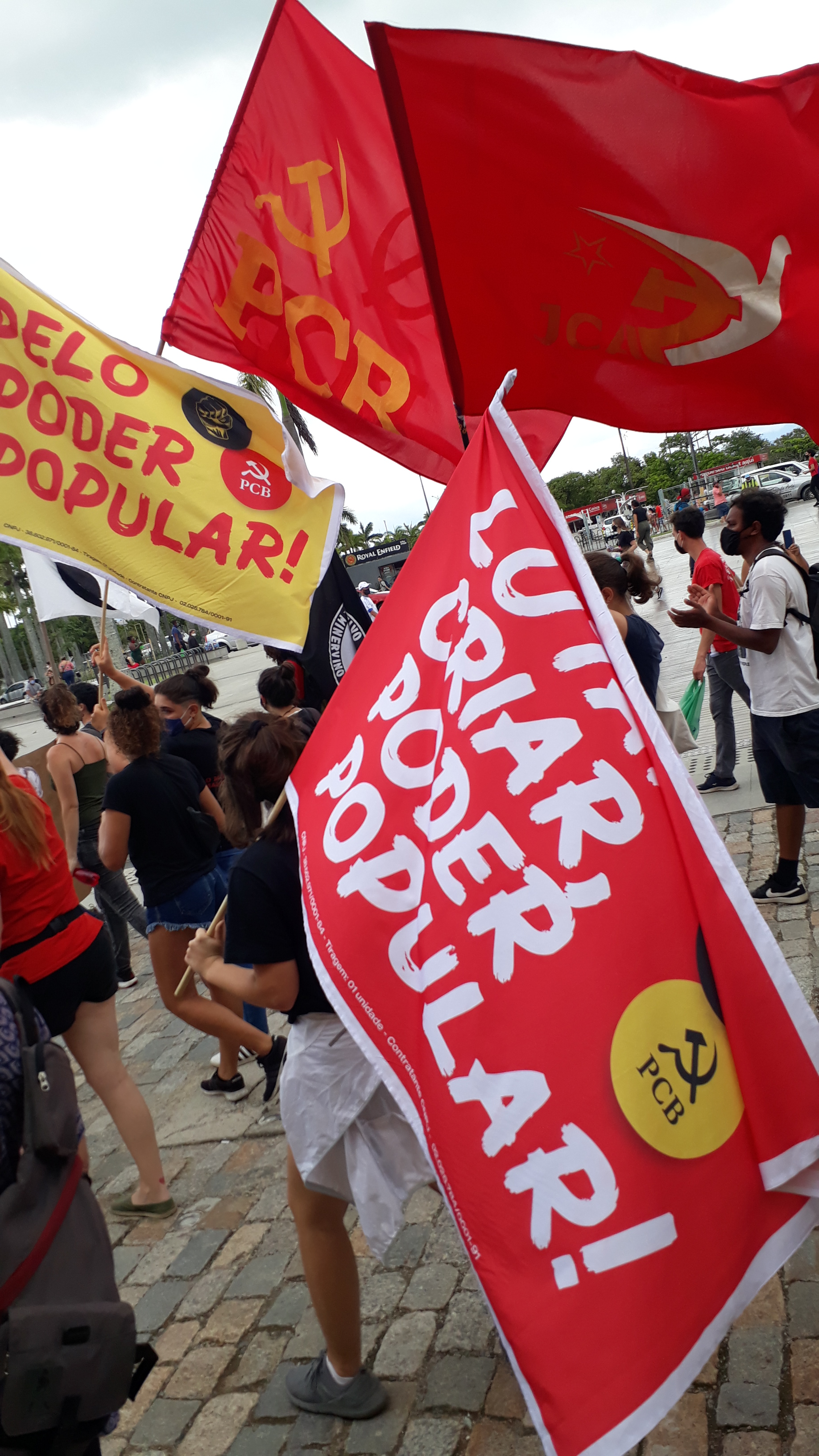
Florianopolis
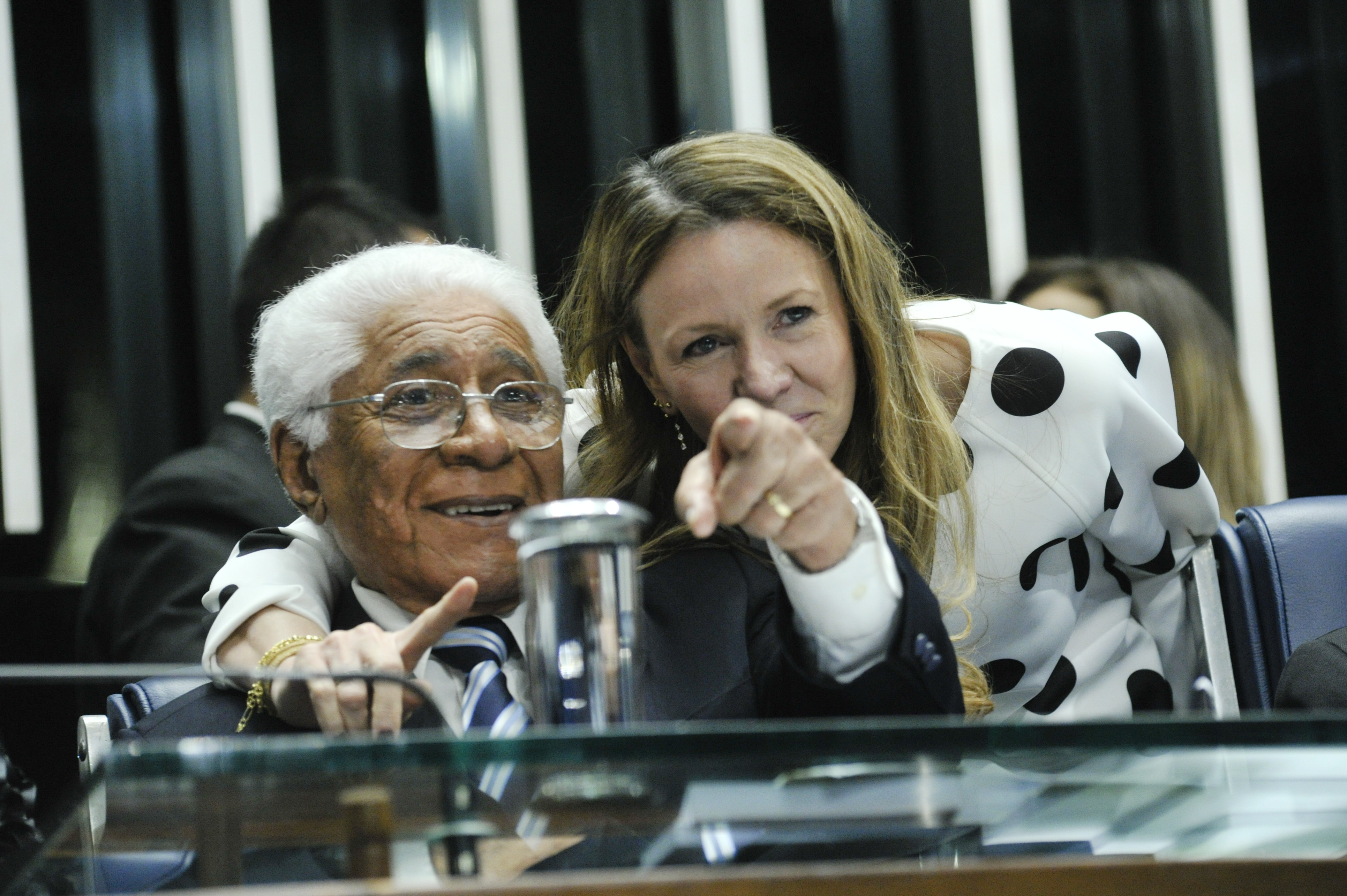
Session spéciale du Sénat fédéral pour la remise de la Commanderie Abdias Nascimento : premier gouverneur noir de l'histoire du Rio Grande do Sul, Alceu Collares ; et sénatrice Vanessa Grazziotin.